# 1719 Jens
1719 Jens је астероид главног астероидног појаса са пречником од приближно 18,93 km.
Афел астероида је на удаљености од 3,242 астрономских јединица (АЈ) од Сунца, а перихел на 2,072 АЈ.
Ексцентрицитет орбите износи 0,220, инклинација (нагиб) орбите у односу на раван еклиптике 14,283 степени, а орбитални период износи 1582,175 дана (4,331 године).
Апсолутна магнитуда астероида је 11,30 а геометријски албедо 0,148.
Астероид је откривен 17. фебруара 1950. године.